# Olivier Darrigol
Olivier Darrigol ist ein französischer Wissenschaftshistoriker.
Darrigol studierte 1975 bis 1979 an der École normale supérieure (Agrégation in Physik 1978) und wurde 1982 an der Universität Paris mit einer Arbeit über die Geschichte der Quantenfeldtheorie promoviert (Thèse de troisième cycle). 1992 wurde er an der Universität Paris VII habilitiert.  Darrigol ist Forschungsdirektor des  CNRS in Paris und Professor an der Universität Paris VII (Denis Diderot), Mitglied der Equipe REHSEIS (Recherches sur l’épistémologie et l’histoire des sciences exactes). Er war mehrfach Gastwissenschaftler an der University of California, Berkeley.
Er schrieb Bücher über die Geschichte der Elektrodynamik, Quantenmechanik und Hydrodynamik, beschäftigte sich mit Louis de Broglie mit der Verbindung von Henri Poincaré zu Albert Einstein im Rahmen der Entstehung der Relativitätstheorie und der Entstehung der harmonischen Analysis (Theorie der Fourierreihen) aus der Akustik.
2004 erhielt er den Prix Grammaticakis-Neuman der französischen Académie des sciences und 2000 den Prix Pictet der Société de physique et d’histoire naturelle de Genève.

## Schriften
- A History of Optics: From Greek Antiquity to the Nineteenth Century. Oxford University Press, 2012, ISBN 978-0-19-964437-7.
- Worlds of Flow. A history of hydrodynamics from Bernoulli to Prandtl, Oxford University Press 2005, ISBN 0-19-856843-6.
- Electrodynamics from Ampère to Einstein, Oxford University Press 2003.
- Les équations de Maxwell, de MacCullagh à Lorentz, Paris: Belin 2005.
- Herausgeber mit Thibault Damour, Duplantier, Rivasseau:  Poincaré-Seminar 2005: Einstein 1905–2005, Birkhäuser 2005 (darin von Darrigol: The genesis of the theory of relativity).
- The mystery of the Einstein-Poincaré connection, Isis, Band 95, 2004, S. 614–626.
- From c-numbers to q-numbers: the classical analogy in the history of quantum theory, University of California Press 1992.
- Strangeness and soundness in Louis de Broglie’s early work, Physics, Bd. 30, 1993, S. 303.
- Herausgeber mit Michel Bitbol: Erwin Schrödinger – Philosophy and the birth of quantum mechanics, Edition Frontieres 1992 (darin von Darrigol: Schrödingers statistical physics and some related themes).